# Грег Лемонд
Грегори Џејмс „Грег“ Лемонд (енгл. Gregory James Greg LeMond; 26. јун 1961.) бивши је амерички професионални бициклиста у периоду од 1981. до 1994. године. Троструки је побједник Тур де Франса и двоструки свјетски шампион у друмској вожњи. Лемонд је први неевропски побједник Тур де Франса и први Американац који је освојио Свјетско првенство. Такође, први је професионалац који је потписао уговор на милион долара. Означен је од стране многих као најбољи амерички бициклиста свих времена.
Професионалну каријеру почео је 1981. Године 1983, постао је први Американац који је освојио Свјетско првенство у друмској вожњи, а исте године освојио је Критеријум ди Дофине Либере, поставши најмлађи побједник трке. Године 1986, освојио је Тур де Франс, поставши први неевропски побједник Тура. Године 1987, морао је да напусти Тур због повреде, након чега је имао двије операције и пропустио је Тур наредне двије године. Године 1989, вратио се на Тур и освојио га на хронометру на последњој етапи. Прије хронометра, заостајао је 50 секунди иза Лорана Фињона; побиједио је на хронометру, 58 секунди испред Фињона у освојио је Тур осам секунди испред Фињона, што је најмања разлика у историји трке. Исте године, освојио је Свјетско првенство у друмској вожњи по други пут. Године 1990, освојио је Тур по трећи пут, поставши седми возач који је освојио трку три или више пута. Завршио је каријеру у децембру 1994, а 1996, уврштен је у америчку кућу славних бициклизма. Постао је први бициклиста који је потписао уговор на милион долара и први бициклиста који се нашао на насловној страни часописа Sports Illustrated.
Током каријере, био је зачетник употребе бројних технолошких иновација у професионалном бициклизму, као што су аеродинамички „триатлон“ управљачи и карбонски рам, које је касније промовисао преко своје компаније — бицикла Лемонд. Од осталих послова, бавио се ресторанима, некретнинама и фитнес опремом. Противник је употребе лијекова за побољшање перформанси у бициклизму, а такође је члан борда оснивача непрофитног добротворног удружења којем је циљ помагање мушким жртвама сексуалног злостављања дјеце — 1in6.org.

## Дјетињство и аматерска каријера
Рођен је у Лејквуду, у Калифорнији, а одрастао је у Вошоу, у источном дијелу планинског ланца Сијера Неваде, између Риноа и око 2.5 миље сјеверно од Карсон Ситија. Родитељи су му Боб Лемонд и Берта, а има двије сестре — Кети и Карен.
Одрастао је бавећи се разним активностима, као што су планинарење, лов, скијање и пецање. Био је хиперактиван у дјетињству, што је окарактерисао као главни разлог да не упада у проблеме, изјавивши: „био сам дјечак који једноставно није могао да сједи мирно. Имао сам проблема да се фокусирам на школу. Родитељи и учитељи нијесу имали вјештина да дијагностикују и савладају оно што нам је сада познато као Хиперкинетички поремећај, који сигурно није био медицински третирана болест код дјеце као данас. Побједу над симптомима нашао сам на двије танке гуме и много прашњавих миља.“ „То је једна од особина, неспособност да сједиш и слушаш нешто за шта ниси заинтересован и да упијеш то. Ако су заинтересовани за то, особе са хиперкинетичким поремећајем истичу се у томе на јако добар начин. Када сам почео да се бавим бициклизмом, могу да кажем да ми је спорт сам по себи склонио маглу са мозга. Био сам у стању да научим ствари које читам. Промијенио ми је живот.“
Похађао је средњу школу Ерл Вустер у Риноу, али је живио доста далеко од школе и није могао да учествује у екипним спортовима. Убрзо је почео да иде у школу бициклом, а на повратку из школе углавном је ишао кроз Карсон Сити па кући.
Лемондов тренер и зачетник скијања слободним стилом — Вејн Вонг, предложио му је да вози бицикл љети, ван сезоне скијања, како би повећао снагу ногу. Почео је да се такмичи 1976 и доминирао је у категоријама од 13 до 15 година, побиједивши на првих 11 трка на којима је учествовао, након чега је добио дозволу да вози са старијим такмичарима, који се такмиче у категорији од 16 до 19 година. Наставио је да побјеђује и постављао је себи бројне циљеве; године 1978, хтио је да освоји Свјетско првенство у друмској вожњи за јуниоре, 1979. да уђе у састав тима за Олимпијске игре и можда да освоји златну медаљу, а планирао је да постане професионалац годину или двије након Игара, да освоји Свјетско првенство за професионалце са 22 године и Тур де Франс са 25 година.
Године 1977, са 15 година, завршио је трку Тур оф Фресно на другом мјесту, иза Џона Хауарда, тадашњег најбољег америчког друмског бициклисте, побједника друмске трке на Пан америчким играма 1971. Након тога, привукао је пажњу селектора бициклистичког савеза Сједињених Америчких Држава — Едија Борисевича, који је рекао за Лемонда „дијамант, прави дијамант.“ Представљао је Сједињене Државе на Свјетском првенству за јуниоре 1978, у Вашингтону, гдје је друмску трку за јуниоре завршио на деветом мјесту. Возио је и на првенству 1979, у Аргентини, гдје је освојио три медаље: бронзану у екипном хронометру, сребрну у индивидуалној потјери на писти и златну у друмској вожњи, Са 18 година, изабран је у тим Сједињених држава за Олимпијске игре 1980, као најмлађи икада који је изабран у тим САД за Олимпијске игре. Ипак, Сједињене Државе су биле међу 65 држава које су бојкотовале игре у Москви, због инвазије Совјетског Савеза на Авганистан и Лемонд није могао да учествује.
Борисевич, кога је Лемонд описао као „првог правог тренера“, хтио је да га спреми за наредне Олимпијске игре, покушавајући да га обесхрабри да постане професионалац, али Лемонд је био одлучан и тражио је тим. Иако је био актуелни свјетски шампион у јуниорској конкуренцији, није добио понуде да постане професионалац и, на љето 1980, придружио се националном бициклистичком тиму САД за шестонедељне трке по Европи. Трку Сиркит де Арденс завршио је на трећем мјесту, након чега је освојио етапну трку у Француској — Сиркит де Сарт, поставши тако први Американац и најмлађи бициклиста икада који је освојио неку полупрофесионалну трку у Европи. Због побједе на тој трци и медијске пропраћености, стекао је пажњу у Европи, а на наредној трци коју је возио — Рубен Гранитје Бретон, скаутирао га је спортски директор тима Рено—Житен, који је освојио Тур де Франс двије године заредом са Бернаром Иноом — Сирил Гимар, који је био импресиониран његовим духом, рекавши му: „имаш ватру да будеш велики шампион“ и понудио му је професионални уговор за 1981. Након што се вратио у САД, освојио је трку Невада сити класик 1980, која је сматрана једном од најтежих и историјски важних професионалних трка у Сједињеним Државама. Добио је још понуда да почне професионалну каријеру, али је потписао уговор за Рено у Паризу, на дан завршетка Тур де Франса 1980.

## Професионална каријера

### 1981—1983: Почетак каријере и Свјетско првенство
Лемонд је описан као „изузетно надарен“ аматерски возач који је брзо добио статус једног од најталентованијих професионалних бициклиста. Бициклистички новинар — Џон Вилкоксон, који је извјештавао са Тур де Франса више од 40 година, описао је Лемонда као возача који је Fuoriclasse (првак).
Прву побједу у каријери остварио је 1981, три мјесеца након што је почео каријеру; побиједио је на етапи на трци Тур де л’Ис, након чега је освојио Корс класик, у САД, испред Сергеја Сукорученкова, побједника друмске трке на Олимпијским играма 1980. На трци Дофине Либере 1981. радио је за Бернара Иноа и завршио је на четвртом мјесту, иза Паскала Симона. Двије недјеље касније, Симон је кажњен са 10 минута, када је откривено да се допинговао и Лемонду је припало треће мјесто. Касније је рекао да му је та трка била „главни одскочни камен“, изјавивши: „показала ми је да имам брдашке способности какве су потребне да би освојили најбоље европске етапне трке.“ Укупно је освојио пет трка у својој првој сезони.
На дан 11. априла 1982, сломио је кључну кост на Лијеж—Бастоњ—Лијежу. Због повреде, морао је да вози мање трка пред Свјетско првенство, које је вожено у Гудвуду. На друмској трци, завршио је на другом мјесту, иза Ђузепеа Саронија, који га је достигао у финишу. Након трке, Жак Бојер, његов сувозач из тима САД, оптужио га је да је радио против њега и покушавао да га достигне у последњих 800 метара. У последњих 200 метара, Сарони је достигао и престигао Лемонда и Бојера, побиједивши пет секунди испред Лемонда и десет секунди испред Шона Келија, а Бојер је завршио на десетом мјесту. Шон Кели, који је био фаворит за побједу, заједно са Саронијем је достигао Лемонда на 200 метара до циља, након чега није имао снаге да се бори за побједу, а након трке изјавио је: „не мислим да је Бојер посустајао. Имао је добру предност. Нико није хтио да оде за њим... Да, Лемонд је јурио Бојера. Бојер је био једини испред.“

„Бојер је возио стварно добро. Направио је добар потез, али потез као што је тај имао је пет посто шанси да успије. Нема шансе да сам могао да помогнем Бојеру у последњих 400 метара. Једина ствар коју сам могао да урадим јесте да притиснем кочнице, изазовем пад на врху групе и да се надамо да ћу задржати Саронија. Мислим, каква је то тактика? На 400 метара до циља једноставно не стискате кочнице, посебно не на Свјетском првенству.“

—Грег Лемонд, као одговор на критике које је добио због вожње на друмској трци на Свјетском првенству 1982.
Подржао га је други сувозач — Џорџ Маунт, који је изјавио: „шта је Лемонд требало да уради? Да баци бицикл испред свих, због тога што је Бојер тако добар пријатељ са свима? Ђавола не, почео је да спринта јер је остало мање од 200 метара до циља, а спринт је већ трајао неколико стотина метара. Лемонд је направио добар потез и имао је добар спринт... Бојер није могао да побиједи. Најбоље што је могао да добије је пето или шесто мјесто.“
Лемонд се није извинио. Тим САД није функционисао као тимови у Европи и нису имали национално првенство, како би одредили шампиона, већ се, онај који заврши на најбољој позицији на Свјетском првенству,, сматрао националним шампионом. Лемонд се залагао да се такмиче на исти начин као европски тимови, али менаџмент и Бојер су гласали против, због чега су се возачи у тиму САД, такмичили једни против других. Лемонд је изјавио: „након Свјетског првенства 1980, Џок је прогласио самога себе за националног шампиона, јер је био најбоље пласирани Американац од Свјетском првенству. Цијелу годину је возио у мајици осутој звијездама, баш као је америчка застава, као национални шампион. Јасно сам им рекао прије одласка у Праг да нећу возити Свјетско првенство као национално и да се такмичим против осталих Американаца умјесто да сви радимо заједно. Холандски тим није ушао у трку возећи један против других како би одлучили ко је национални шампион. То је дух који сам хтио.“ Званичници тима су покренули гласање; два возача била су на Лемондовој страни, а два на Бојеревој. Изгласали су да национални шампион остаје најбоље пласирани возач на Свјетском првенству, након чега је Лемонд изјавио: „добро, али возите без мене. Ако хоћете да ја возим, возићу за Свјетско првенство. Са 21 годином, постао је први амерички професионални бициклиста који је освојио медаљу на првенству, од Френка Крамера, који је освојио на аматерском првенству 1912. Након освајања медаље, изјавио је: „возим за Рено и возим за себе. То је посао и то је мој живот. За мене, то друго мјесто је подједнако добро као побједа, посебно у мојим годинама.“
Двије недјеље касније, 20. септембра, освојио је етапну трку Тур де л’Авенир, са рекордном разликом, десет минута и 18 секунди испред другопласираног. Побједа и временска разлика, изазвали су позитивне реакције широм Европе.
Године 1983, освојио је друмску трку на Свјетском првенству, поставши први амерички мушки бициклиста који је освојио Свјетско првенство у друмској вожњи, а трећи уопштено који је освојио неко првенство, након Одрија Мекелмурија који је освојио Свјетско првенство на писти 1969. и Бет Хејден, која је освојила друмску трку 1980. Због свог талента, снаге, способности да вози добро на успонима, способности да вози брзо на хронометру и брзог опоравка, стекао је статус будућег гранд тур конкурента.

### 1984–1985: Друго мјесто на Туру и на Свјетском првенству
Први пут, Тур де Франс возио је 1984, када је радио за Лорана Фињона и завршио га је на трећем мјесту, иза Фињона и Бернара Иноа, поставши тако први Американац који је Тур завршио на подијуму; такође, освојио је класификацију за најбољег младог возача.
Године 1985, прешао је у тим Ла вие клер, како би радио за Иноа, који је покушавао да освоји Тур пети пут и изједачи се са Жаком Анкетилом и Едијем Мерксом, а многи су истакли да је то био потез како би га неутрализовали као пријетњу за Иноа. Изјавио је да му је Кехли дражи него Сирил Гимар, директор тима Рено, док је такође, његов пријатељ — Стив Бауер био у тиму Вие клер и молио га је да пређе код њих. Више пута је истицао да су возачи мало плаћени, због тога што доводе у тим бројне спонзоре и није био задовољан начином на који Рено и спонзори користе његово име. Произвођачи који су тиму Рено испоручиливали опрему, користили су Лемондово име и слику, тврдећи да је Лемонд одобрио те производе. У то доба, уобичајена пракса је била да компаније не траже дозволу од играча, тако да су они промовисали производе без његовог одобрења, због чега је тужио неколико компанија. Тражио је од Гимара да му повећа плату са 125,000 на 150,000 долара, али му је Гимар рекао: „Потребан сам ти. Ти мени ниси... Ако не останеш са мном, никада нећеш освојити Тур.“ Власник тима Ла вие клер — Бернар Тапије, понудио му је трогодишњи уговор, укупне вриједности од милион долара, 225,000 прве године, 260,000 друге и 300,000 треће године, што је Лемонд прихватио. На Ђиро д’Италији, завршио је на трећем мјесту, радећи за Иноа, који је освојио трку.

„Па, оно што се десило од почетка је да је Пол Кехли (мој тренер) пришао и почео да разговара са мном, говорећи: ‚Не можеш да возиш са Роучом, не можеш да нападаш. Ино долази. Треба да га сачекате. Желимо да осигурамо своје прво и друго мјесто.‘ Почели смо да се расправљамо, а ја сам рекао: ‚Па, колико је иза?‘ Али није хтио да ми каже, а онда је на крају рекао 40 или 45 секунди. И док сједимо и свађамо се, Луис Ерера стиже. Ако погледате резултате из те године, Ерера није ишао узбрдо ништа боље од мене. Тако да настављамо да се свађамо и коначно сам одлучио, у реду, сачекаћу. До сада је моментум нашег напада изгубљен због свађе. Па сам чекао. Роуч је био ту и слушао је читаву расправу, и наравно да је мање-више непријатељ. Био је на трећем мјесту и желио је да то мјесто и задржи. Размишљам: ‚Исусе! Испустили смо цијелу ову прилику!‘ Чекам и чекам и чекам. Долази група од око 16 или 18 возача, а Ино није тамо. Још увијек има минут и по иза те групе. Док сам завршио етапу, он је још увијек био минут и 15 секунди иза, а ја сам га чекао неколико минута! Тек кад је та велика група дошла, стварно сам се наљутио, кад сам схватио да Ино није са њима и да је био још ниже на успону, иза момака који су били спринтери!“

—Грег Лемонд, након Тур де Франса 1985.
Пред почетак Тур де Франса, из тима су изјавили да ће радити за онога ко буде у бољој форми и буде имао веће шансе за побједу. На прологу на првој етапи, Ино је побиједио, док је Лемонд имао механичких проблема и завршио је 21 секунду иза. Након екипног хронометра на трећој етапи, осморица возача из тима Виа клер били су у топ 10. На четвртој етапи, његов сувозач — Ким Андерсон преузео је жуту мајицу. На шестој етапи, завршио је на четвртом мјесту у спринту; Шон Кели и Ерик Вандерарден су се гурали у спринту, након чега су наставили да се свађају и одузета су им прва мјеста. Лемонд је промовисан на друго мјесто и добио је 20 секунди бонификације, захваљујући чему је дошао до трећег мјеста у генералном пласману, двије секунде испред Иноа. На осмој етапи, вожен је хронометар дуг 75 km. Ино је побиједио, а нико није имао заостатак мањи од два минута; Лемонд је завршио на четвртом мјесту, два минута и 34 секунде иза и дошао је до другог мјеста у генералном пласману, два минута и 32 секунде иза Иноа. На етапи 11, Ино и Луис Ерера, који је био далеко у генералном пласману, напали су на успону. Радили су заједно, а Ино није хтио да се бори са њим за етапну побједу; Лемонд није хтио да покушава да га достигне, већ је само пратио остале и завршио је минут и 41 секунду иза, али је остао на другом мјесту у генералном пласману. На етапи 13, вожен је хронометар, дуг 31,8 km. Ино је завршио минут иза Вандерардена, док је Лемонд поново имао механичких проблема и завршио је два и по минута иза, након чега је заостајао пет и по минута иза Иноа у генералном пласману. На етапи 14, Ерера је напао, Дејвид Милар, Делгадо, Лемонд и још пет возача, напали су из групе у покушају да достигну Ереру, док је Ино само пратио Роуча. Ерера је побиједио, док је Лемонд завршио минут иза. На мање од километар до циља, Ино, Фил Андерсон и још четворица возача, пали су након што су се дотакли точковима у спринту. Ино је лежао неколико минута, након чега га је прегледао доктор. Нос му је био поломљен и било му је тешко да дише, али је одлучио да заврши етапу; сишао је са бицикла и пјешице је дошао до циља, који је прешао док му је крв капала са лица. Због пада унутар километра до циља, добио је исто вријеме као и група у којој је био и задржао је жуту мајицу, три и по минута испред Лемонда, а шест минута испред Роуча. Због повреде и због тога што је Ино имао проблема, а Лемонд је био у доброј форми, могао је да се бори за побједу. Посједовао је таленат за тронедељне трке и био је све јачи како се трка ближила крају. Ино је био повријеђен и рањив, а његови конкуренти су то знали и нападали су га како би му одузели лидерску мајицу. На етапи 17, вожена су три велика успона у Пиринејима. На другом успону — Кол ди Турмалеу, Педро Делгадо је напао, након чега је напао и Стивен Роуч, а Лемонд га је пратио, док је Ино остао у групи иза. Ино је убрзо отпао и од друге групе, у којој су били Ерера, Милар, Кели и Андерсон. Из тима нису дозволили Лемонду да ради заједно са Роучем и направи предност испред Иноа; наредили су му да га само прати, остане на његовом точку и чува енергију. Публика на путу је говорила Роучу и Лемонду да су неколико минута испред Иноа, а када се помоћник директора тима — Морис ле Гију, довезао до њих, Лемонд је тражио дозволу да нападне Роуча јер је сматрао да је јачи и хтио је да достигне Делгада и освоји етапу, али му је Гију пренио да је директор тима — Пол Кехли, наредио да чека Иноа. Лемонд је питао колика је разлика, али Гију није хтио да му каже, када је захтијевао још јаче, рекао му је да је разлика 40—45 секунди. Док су се они расправљали, Ерера их је достигао и прошао, након чега је одлучио да ће да чека. Стигли су их затим и Андерсон и Кели, а Ино није био са њима; завршили су етапу два минута и 52 секунде иза Делгада, након чега је дошла група од још 16 возача а Ино није био међу њима. Био је фрустриран и плакао је, изјавивши да је само хтио етапну побједу! Ино је дошао минут и 10 секунди иза њега. Касније је изјавио да му је Кехли рекао „како се усуђујеш да нападнеш Иноа док је у проблемима“, као и да су га заваравали око предности коју је имао, говорећи му стално да је Ино близу, у групи иза, али да вјерује да је сигурно имао три—четири минута предности. Изјавио је да уопште није био љут на Иноа, јер он није доносио одлуке, већ Тапије и Кехли. Исте вечери, у хотелу, договорио се са Иноом да у наставку Тура ради за њега, а Ино ће њему помоћи да освоји Тур наредне године. Стивен Роуч, који је био у нападу са њим, касније је изјавио: „Грег је добио наређења да ме нападне и да не вози. Главно наређење је било да не вози. То је било фрустрирајуће. Мислим да је осјећао да је јачи од мене и, ако је знао да има веће шансе да ме побиједи на циљу, као и на хронометеру, зашто не би возио? Да смо возили у том тренутку, мислим да бисмо завршили први и други на том Туру. Наравно, тимски аутомобил је то радио за Иноа. Отишао је далеко више него што су допуштали. Знали су да ако будемо радили заједно, Ино се неће вратити, а Лемонд би побиједио. Они су бринули о француским интересима.“ На хронометру на последњој етапи, побиједио је пет секунди испред Иноа, остваривши прву етапну побједу на Туру икада; Ино је освојио Тур, а Лемонд је завршио на другом мјесту, минут и 42 секунде иза, жртвујући своју шансу за побједу.
На крају сезоне, возио је друмску трку на Свјетском првенству, гдје је био дио тима у којем су још били Бојер, Ендру Хемпстен, Рон Кифел, Боб Рол и Ерик Хајден, тим је требало да помогне тројици најбољих возача, прво Лемонду, затим Хемпстену и Кифелу. Током трке, реаговао је на бројне нападе и радио је на достизању бијега, али је на уласку у последњи круг, почео да се умара. Хемпстен и Кифел нису били ту да му помогну у последњих десет километара. Јоп Зутемелк, који је имао 38 година, напао је у последњем километру; нико није мислио да ће моћи да побиједи и нису реаговали. У групи су била два његова сувозача — Јохан ван дер Велде и Герард Велдшолтен, који су изашли на чело групе и успоравали је. Морено Арђентин је затим изашао на чело групе и позвао је остале да раде како би га достигли. Лемонд је сматрао да, ако буде трошио снагу покушавајући да достигне Зутемелка, неће му остати снаге да спринта и неће освојити медаљу. Зутемелк је освојио првенство, док је Лемонд побиједио Арђентина и освојио сребрну медаљу, након чега је пришао Зутемелку и честитао му.

### 1986: Прва побједа на Тур де Франсу
На Тур де Франсу 1986, био је лидер тима, заједно са Иноом, који му је рекао претходне године: „'86 ће Тур бити за тебе. Ја ћу ти помоћи“, док је прије почетка трке 1986, рекао да неће одлучити он, већ трка, изјавивши: „јачи возач ће побиједити.“ Након осам етапа, Јорген Педерсен је био лидер, док су Лемонд и Ино заостајали око три минута. Лемонд је изјавио да му је Ино рекао да ће хронометар на деветој етапи одлучити ко ће добити пуну подршку тима, изјавивши: „изгледало је да је његов став ‚видјећемо послије првог хронометра. Пустићемо да то одлучи ко ће бити лидер тима... што није договор који смо склопили.“ На хронометру, Ино је побиједио, док је Лемонд завршио на другом мјесту 44 секунде иза; у току етапе, изгубио је доста времена, јер му се прво пробушила гума, због чега је морао да чека да му промијене точак, а касније је морао да промијени и бицикл, након што му се точак поломио. Након хронометра, подршка од стране Иноа и тима била је мања, након чега је Ино возио агресивно, што је изазвало подјелу унутар тима. На етапи 12, првој брдској етапи у Пиринејима, вожена су четири велика успона, од чега је последњи — Кол де Мари Бланк, био на 45 km до циља, након чега је до циља у Поу вожено на спусту и по равном. На спусту са другог успона, Едуардо Чозас је напао, а Ино, Хемпстен, Жан Франсоа Бернар и Лемонд из тима Ла вие клер, предводили су групу у потјери за њим. Након што су достигли Чозаса, Ино и Бернар су напали, Делгадо је пратио, док је Лемонд остао у групи иза, јер није могао да вози на достизању своја два сувозача. Ино и Делгадо су направили велику предност, а у финишу, Лемонд је напао у покушају да ублажи заостатак. Делгадо је побиједио на етапи, док је Лемонд завршио на трећем мјесту, четири и по минута иза и у генералном пласману, заостајао је пет минута иза Иноа. Након етапе, Ино је изјавио да је покушавао да помогне Лемонду тако што је нападом покушао да извуче његове противнике да раде на чело групе, али ниједан напад није планирао са Лемондом. Ино је возио агресивно и хтио је да освоји Тур шести пут, а Лемонд није имао проблема на трци, осим са сопственим сувозачем. На етапи 13, вожена су поново четири успона — Турмале, Аспен, Пејресурд и Супербажер, брдски циљ екстра категорије, на којем је био циљ етапе. На спусту са Турмалеа, Ино је напао и стекао је минут и 40 секунди предности. До почетка успона на Аспен, имао је предност од скоро три минута испред главне групе, у којој је било 30 возача. На успону Пејресурд, почео је да успорава, док су у групи остали само Урс Цимерман, Милар, Ерера, Хемпстен и Лемонд. Смањили су заостатак на 25 секунди, а на спусту су га достигли. На последњем успону, дугом 16 km, Ино је поново напао, а на 10 km до циља, достигли су га. На 7 km до циља, Хемпстен је напао, а Лемонд га је пратио. У почетку је оклијевао да ли да нападне сам, али кад је Хемпстен остао без снаге, викао му је да иде и да освоји етапу. Лемонд је побиједио на етапи и смањио је заостатак иза Иноа на 40 секунди у генералном пласману; Ино се мучио, возачи су га пролазили и завршио је четири и по минута иза Лемонда.

„Било је јако вруће и рано на етапи, Ино је радио јако како би одвојио групу, а ја сам мислио ‚ово је мало чудно‘. Било је још доста да се вози. Питао сам Грега ‚зашто Ино ради ово? Је ли причао са тобом?‘, а Грег је рекао ‚не‘. Није имао појма зашто Ино вози тако јако; дјеловало је као да је на мисији.“ 

—Ендру Хемпстен, након етапе 12 на Тур де Франсу 1986.
На етапи 17, првој у Алпина, вожен је успон прве категорије — Кол де ла Варс и успони екстра категорије — Кол де л’Изоар и Кол де Гренон. Због бројних напада, формирано је више група, а након што је Цимерман напао, Лемонд га је пратио и на спусту са Изоара, стекли су минут и по испред Иноа, док су на последњем успону само повећавали предност. Завршили су преко три минута испред Иноа, а Лемонд је преузео житу мајицу, два минута и 24 секунде испред Цимермана, поставши тако први возач из САД који је носио жуту мајицу на Туру. Ино је пао на треће мјесто, три минута и 40 секунди иза. На етапи 18, вожени су успони Кол де ла Галибије, Кол де Телеграф, Кол де ла Кроа де Фер и Алп д’Ез. Ино је напао на спусту са Галибијеа, али га је група достигла. Напао је поново на успону Кол де Телеграф и био је испред групе 15 km. Лемонд, Бауер и Руиз су га достигли, након чега су Бауер и Руиз отпали и Лемонд и Ино су возили заједно до краја етапе. На циљу, Лемонд га је загрлио и одгурнуо како би остварио побједу; на конференцији након етапе, Ино је изјавио: „трка није готова.“ На етапи 19, Ино је поново напао, а сувозачи — Бауер и Хемпстен, морали су да раде на челу групе како би га достигли, јер је Лемонд био лидер трке. Хемпстен је касније изјавио: „то је једини пут у каријери да сам јурио сувозача. Осјећао сам се чудно; Било ми је мучно што радим то. Јурим свог хероја, који је такође мој сувозач, али знате шта? Мислио сам ‚ово није у реду. Грег има мајицу.‘ Знао сам да је то исправно. Био сам бијесан, мука ми је од цијеле ситуације. Стев и ја смо морали да подржимо Грега.“ Прије хронометра на етапи 20, на питање о стању у тиму, Лемонд је изјавио: „нападао ме је од почетка Тур де Франса. Није ми помогао ниједном и немам самопоуздања у њега уопште.“
На хронометру на етапи 20, пао је и морао је да мијења бицикл, због чега је изгубио вријеме и завршио је на другом мјесту, 25 секунди иза Иноа. На етапи 21, на последњем успону — Пуј ди Дом, напао је и завршио је 50 секунди испред Иноа. На последњем етапи, на уласку у Париз, поново је пао и морао је да мијења бицикл; Ино и сви возачи из тима Ла вие клер, чекали су га и вратили су га у групу. Освојио је Тур, поставши први амерички побједник, а касније је изјавио да му је то била најстреснија трка у каријери.

### 1987–1988: Рањавање и опоравак
Прије почетка сезоне, планирао је да брани побједу на Тур де Франсу. У марту, на Тирено—Адријатику, пао је и поломио је зглоб на лијевој руци и вратио се у САД како би се опоравио. Недељу дана прије планираног повратка у Европу, ишао је у лов на ћурке, на ранчу чији је сувласник његов отац, у Линколну, у Сакраменто Валеју, у Сјеверној Калифорнији. Био је са ујаком — Роднијем Барбером и зетом — Патриком Блејдсом. Трио се раздвојио, након чега је Блејдс чуо покрете иза себе, окренуо се и пуцао у жбуње. Погодио је Лемонда у леђа, са око 60 сачми. Задобио је повреде опасне по живот, али је полицијски хеликоптер био у близини и превезао га је у медицински центар за 15 минута, гдје су га одмах оперисали. Доживио је пнеумоторакс десног плућног крила и изгубио је 65% крви из организма. Доктор му је касније рекао да је фалило 20 минута да искрвари на смрт. Операција му је спасила живот, али је четири мјесеца касније имао опструкцију цријева, због трења које се формирало након што је упуцан и морао је поново да се оперише. Био је забринут да ће га тим отпустити ако сазнају да су му биле потребне двије операције и тражио је од доктора да му истовремено уклони и слијепо цријево, након чега је обавијестио тим да је уклонио слијепо цријево, али није помињао остало. Због рањавања, морао је да заврши сезону, а у октобру је објавио да је потписао уговор са холандским тимом ПДМ и да се враћа такмичењу у фебруару.
Са 35 зрна од сачмарице у тијелу, од чега су му три била близу срца, а пет близу јетре, покушао је да се врати такмичењу у сезони 1988. На првом тренингу након повратка, добио је тендинитис у десној поткољеници, због чега је морао да се оперише и пропустио је Тур де Франс другу годину заредом. Имао је проблема у тиму, који су порасли након што је објавио да се возачи у тиму допингују и прешао је у белгијски тим АДР. Договор је постигнут за Нову годину, само неколико сати прије него што би легално морао да вози још једну сезону за ПДМ. У тиму АДР, био је лидер на етапним тркама, док је Јохан Мусеув био лидер на класицима.

### 1989: Други Тур де Франс и Свјетско првенство
Након што се мучио на Париз—Ници 1989. и није могао да се врати у форму, обавијестио је жену — Кејт, да намјерава да заврши каријеру након Тур де Франса. Тирено—Адријатико је завршио на шестом мјесту, а Критеријум интернасионал на четвтом. Возио је Ђиро у склопу припрема за Тур де Франс, али није снаге у брдима и није био у конкуренцији ни за једну класификацију. Хронометар на последњој етапи завршио је на другом мјесту, иза Леха Пјасецког, али минут испред побједника Ђира — Лорана Фињона. Изјавио је да му је помогло то што је примио третман против малокрвности двапут током трке.

„Вече након што сам освојио Ђиро, Гимар ми је пришао и рекао је да мора да разговара са мном. Све о чему сам мислио је да славим побједу. Гимар је већ био забринут око јула, погледао ме је право у очи и рекао ми ‚Лемонд ће бити ту на Туру.‘ Нисам могао да сакријем своју зачуђеност.“

—Лоран Фињон, прије почетка Тур де Франса 1989.
Прије почетка Тура, није сматран за конкурента за генерални пласман, а надао се да ће последњи Тур да заврши у топ 20. Без притиска и великих очекивања, завршио је пролог на отварању, у Луксембургу, на четвртом мјесту. Наставио је са добрим вожњама и побиједио је на хронометру дугом 73 km на петој етапи и преузео је жуту мајицу, први пут након три године. На десетој етапи, напао је први на последњем успону, Фињон је пратио, а затим је напао и завршио је 12 секунди испред и преузео је жуту мајицу, док је Лемонд заостајао седам секунди. На етапи 15, вратио је жуту мајицу, након брдског хронометра дугог 39 km и стекао је 40 секунди предности. На етапи 16, напао је у финишу и завршио је 13 секунди испред Фињона. На етапи 17, Фињон је напао на последњем успону, пратио је Делгадо, док је Лемонд завршио минут и 19 секунди иза и пао је на друго мјесто у генералном пласману, 26 секунди иза Фињона. На етапи 18, изгубио је још 24 секунде и пред хронометар на последњој етапи, дуг 24,5 km, заостајао је 50 секунди иза Фињона.
Фињон је освојио Тур двапут раније, 1983. и 1984. и био је добар хронометраш. Лемонду је било потребно да надокнађује двије секунде по километру против једног од најбољих хронометраша. Прије почетка сезоне, радио је на побољшању вожње на хронометар и на побољшању позиције на бициклу. Возио је хронометар са диском на десном точку, смањеном кацигом и аеро ручкама, које су му помогле да претходно побиједи на хронометру на петој етапи. Са аеродинамичном позицијом на бициклу, генерисао је мање аеродинамичног отпора од Фињона, који је возио са дисковима, али без кациге и није користио аеро ручке. Наредио је тренерима у аутомобилу да му не говоре времена са пролазног циља; побиједио је 58 секунди испред Фињона и освојио је Тур по други пут, 8 секунди испред Фињона. Након етапе, загрлио је жену и обрадовао се Јелисејским пољима, док се Фињон срушио на асфалт, гдје је сидио и плакао.
Разлика је била најмања у историји трке. а са просјечном брзином од 54.545 km/h (33.893 mph) на хронометру, поставио је рекорд за најбрже одвезени хронометар у историји Тура. Новинари су његову побједу назвали задивљујућом и најбољом у историји Тур де Франса, док је Лемонд изјавио да је „превише добро да би било истинито“ и назвао је побједу већим задовољством од прве побједе против Иноа 1986.
На дан 27. августа, освојио је Свјетско првенство у друмској вожњи, дуго 259 km. Од почетка трке, Стивен Рокс, Димитри Конишев и Тијери Клајвејролат били су у бијегу; на 10 km до циља, Фињон је напао из групе иза, док је Лемонд напао на последњем успону. Прво је достигао Фињона, а затим отишао од њега и достигао водећу групу. Одмах је изашао на чело и возио својим темпом, док су Бауер и Кели покушавали да их достигну. Бауеру се пробушила гума, а Кели је успио да дође до групе у којој је Лемонд. Фињон је такође успио да дође до групе и нападао је неколико пута у финишу, након чега је и Рокс напао, али је група пратила. У последњем километру, Фињон је поново напао, остали су пратили, а у спринту, Лемонд је побиједио и освојио Свјетско првенство по други пут у каријери, испред Конишева и Келија. Након трке, рекао је да се није осјећао добро и да је размишљао да се повуче, а на два круга до краја, почео је да се осјећа боље; изјавио је: „возио сам за златну медаљу. Желио сам то Свјетско првенство, а на километар до циља, знао сам да могу да га освојим.“ Постао је пети возач у историји који је освојио и Тур де Франс и Свјетско првенство у истој години. У децембру, од стране часописа Sports Illustrated, проглашен је за спортисту године, чиме је постао први бициклиста који је добио награду.

### 1990
Након освајања Тура 1989. године, потписао је уговор вриједан 5,5 милиона, са Француским тимом Тамасо. Како би се припремио боље за Тур де Франс, возио је Ђиро, где није био конкурентан и завршио је на 105 мјесту.
На Тур де Франс 1990. године, дошао је као актуелни шампион, а придруживши се јачем тиму, био је први фаворит за освајање. Освојио је Тур испред Италијана Клаудија Кјапучија и до сада је задњи возач који је успио да освоји Тур као свјетски шампион.
У септембру, покушао је да одбрани своју титулу на Свјетском првенству, али је завршио на четвртом мјесту.

### 1991—1994.
Био је пун самопоуздања пред Тур де Франс 1991, као актуелни шампион и у доброј форми, са јаким тимом, био је опет фаворит. На индивидуалном хронометру на осмој етапи, завршио је на другом мјесту, иза Шпанца Мигела Индураина. Изгубивши осам секунди од Индураина, било му је уздрмано самопоуздање. Задржао је жуту мајицу још четири дана, али на Кол де Турмалеу, на етапи 12, изгубио је мајицу и до краја није успио да се поврати, завршивши на седмом мјесту.
Године 1992, освојио је Тур Дупон, што му је била задња велика побједа у каријери. Тур де Франс није могао да заврши, истакавши да се више не пење као некад.
Године 1993, морао је да напусти Ђиро, два дана прије задње етапе.
Године 1994, возио је свој задњи Тур де Франс, али опет није могао да га заврши, напустио га је прије него што се кренуло у планине. у децембру, објавио је да завршава каријеру.

## Приватни живот
Лемонд је одрастао живјећи активно. Бавио се скијањем, планинарењем, ишао је у лов. Касније је изјавио да му је такав начин живота помогао да се држи ван проблема.
Са женом Кети, има два сина и кћерку. Након повлачења из бициклизма, возио је за формула форд 2000. године, а такође је и мотивациони говорник. Био је свједок у допинг случају против Флојда Ландиса. На дан 30. јануара 2013. доживио је саобраћајну несрећу, када је изгубио контролу над аутомобилом због леда и доживио је потрес мозга, због чега се не сјећа несреће.
Тренутно је стручни консултант на каналу Eurosport.